# ليونور سيلفيرا
ليونور سيلفيرا (بالبرتغالية: Leonor Silveira‏) هي ممثلة برتغالية، ولدت في 28 أكتوبر 1970 في البرتغال. من الجوائز التي نالتها وسام الفنون والآداب الفرنسي.

## جوائز
- وسام الفنون والآداب الفرنسي

## وصلات خارجية
- ليونور سيلفيرا على موقع IMDb (الإنجليزية)
- ليونور سيلفيرا على موقع ألو سيني (الفرنسية)
- ليونور سيلفيرا على موقع أول موفي (الإنجليزية)
- ليونور سيلفيرا على موقع قاعدة بيانات الأفلام السويدية (السويدية)
- ليونور سيلفيرا على موقع قاعدة بيانات الفيلم (الإنجليزية)
- ليونور سيلفيرا على موقع كينوبويسك (الروسية)